# Metacnephia nuragica
Metacnephia nuragica är en tvåvingeart som beskrevs av Rivosecchi och Raastad 1975. Metacnephia nuragica ingår i släktet Metacnephia och familjen knott. Inga underarter finns listade i Catalogue of Life.